# 헤이그-비스비 규칙
헤이그-비스비 규칙(Hague–Visby Rules)은 국제 해상 화물 운송에 관한 일련의 국제 규칙이다. 이 규칙은 1924년 브뤼셀에서 초안된 최초의 헤이그 규칙을 약간 수정한 것이다.
헤이그-비스비 규칙(및 이 규칙의 기반이 된 초기 영국 관습법)의 전제는 운송인이 일반적으로 송하인보다 훨씬 더 큰 협상력을 가지며, 송하인/화물 소유자의 이익을 보호하기 위해 법은 운송인에게 최소한의 해상 운송 의무를 부과해야 한다는 것이었다. 그러나 헤이그 규칙과 헤이그-비스비 규칙은 화물 소유자에 대한 새로운 보호 조항을 제시한 것은 아니었다. 1924년 이전의 영국 관습법은 화물 소유자에게 더 많은 보호를 제공했고, "일반 운송인"에게 더 많은 책임을 부과했다.
헤이그 규칙의 공식 명칭은 "선하증권에 관한 특정 법률 규칙의 통일을 위한 국제협약"이다. 1968년 브뤼셀 수정안(공식 명칭은 "선하증권 관련 특정 법규 통일을 위한 국제협약 개정 의정서")에 의해 개정된 이후, 이 규칙은 흔히 헤이그-비스비 규칙으로 알려지게 되었다.
SDR 의정서는 1979년에 최종 개정되었다. 많은 국가들이 헤이그-비스비 규칙을 채택하지 않고 1924년 헤이그 규칙을 고수했다. 이후 헤이그-비스비 규칙으로 승격한 일부 국가들은 1979년 SDR 의정서를 채택하지 않았다.